# Invariante algébrico
Um invariante algébrico, ou invariantes de tensores, no campo da álgebra multilinear e teoria da representação, é uma função polinomial dos componentes da matriz de uma aplicação linear que não depende da base vetorial escolhida para representar a aplicação linear em forma de matriz. Em outras palavras, um invariante algébrico é uma certa combinação dos componentes de uma matriz cujo valor numérico não resulta alterado ao fazer-se uma alteração de base, e daí o nome de invariante.
Por exemplo, os coeficientes do polinômio característico da matriz A :
{\displaystyle \ \det(\mathbf {A} -\lambda \mathbf {E} )=0}
são invariantes algébricos.